# Arbaika
Arbaika (en rus: Арбайка) és un poble d'Udmúrtia, a Rússia, que el 2012 tenia 85 habitants. Pertany al raion d'Alnaixi.